# Nigel Havers
Nigel Allan Havers, född 6 november 1951 i Edmonton i Enfield i London, är en brittisk skådespelare.
Havers fick en BAFTA-nominering för rollen som Lord Andrew Lindsay i filmen Triumfens ögonblick år 1981. Han spelade Lewis Archer i Coronation Street mellan 2009 och 2010 samt mellan 2012 och 2013. Havers har även medverkat i serier som Downton Abbey och Dangerfield. Han har också medverkat i flera amerikanska filmer såsom Solens rike (1987) och Penelope (2006).

## Filmografi i urval
- 1972 – Pope Joan
- 1977 – The Haunting of Julia
- 1977 – Nicholas Nickleby (Miniserie)
- 1978 – Pennies from Heaven (Miniserie)
- 1981 – Triumfens ögonblick
- 1984 – En färd till Indien
- 1986 – Mullvaden
- 1987 – Solens rike
- 1997–1999 – Dangerfield (TV-serie)
- 2004 – The Life and Death of Peter Sellers
- 2004–2005 – Little Britain (TV-serie) (TV-serie)
- 2006 – Penelope
- 2009–2010 – Brothers & Sisters (TV-serie)
- 2009–2019 – Coronation Street (TV-serie)
- 2011 – Downton Abbey (TV-serie)
- 2019 – Morden i Midsomer (TV-serie)